# إنغوشيون
الإنغوش (بالإنغوشية: гӀалгӀай) هم مجموعة عرقية مسلمة موجودة في روسيا وبالتحديد في جمهورية إنغوشيا التي تتمتع بالحكم الذاتي.

## وصلات خارجية
- أخبار وتاريخ إنغوشيتيا (بالإنجليزية)
- شعب الإنغوش (بالإنجليزية)